# Emil Kjær
Emil Mader Kjær (* 20. Dezember 1999) ist ein dänischer Leichtathlet, der sich auf den Sprint spezialisiert hat.

## Sportliche Laufbahn
Erste internationale Erfahrungen sammelte Emil Mader Kjær im Jahr 2021, als er bei den Halleneuropameisterschaften in Toruń im 60-Meter-Lauf mit 6,82 s in der ersten Runde ausschied. Im Juli kam er bei den U23-Europameisterschaften in Tallinn mit 10,49 s nicht über den Vorlauf über 100 Meter hinaus und kam mit der dänischen 4-mal-100-Meter-Staffel in der Vorrunde nicht ins Ziel. 2024 belegte er bei den Europameisterschaften in Rom in 39,21 s den sechsten Platz im Staffelbewerb.
2018 wurde Kjær dänischer Hallenmeister im 200-Meter-Lauf sowie 2022 über 60 Meter.

## Persönliche Bestzeiten
- 100 Meter: 10,25 s (+1,6 m/s), 11. Juni 2022 in Hvidovre
  - 60 Meter (Halle): 6,67 s, 26. Februar 2022 in Skive
- 200 Meter: 21,24 s (−0,3 m/s), 21. August 2021 in Antwerpen
  - 200 Meter (Halle): 21,74 s, 17. Februar 2018 in Skive